# Matlacha
Matlacha – jednostka osadnicza w Stanach Zjednoczonych, w stanie Floryda, w hrabstwie Lee.